# Obrněný automobil vz. 30
OA vz. 30 byl československý obrněný automobil z 30. let 20. století. Byl užíván v době Mnichovské krize a za druhé světové války.

## Vznik obrněného vozu
Projekt obrněné automobilu OA vz. 30 vznikl koncem 20. let, kdy československá armáda požadovala vůz, který měl nahradit starší typy užívaných vozidel. Armádní zkoušky se konaly ve výcvikovém prostoru v Milovicích v roce 1930 a armáda si následně objednala první sérii těchto obrněnců, které měly sloužit pro předzvědné a jízdní oddíly. Konečná objednávka z roku 1933 však byla změněna, vozy měly být upraveny a přestavěny jako velitelské. Dodávky probíhaly v letech 1933 a 1934. Mělo dojít k výrobě dalších typů, ale kvůli nevyhovujícím výkonům motoru i z důvodu změny koncepce z tohoto sešlo.

## Užití
V době Mnichovské krize byly obrněné automobily použity k potlačení sudetoněmeckého puče. Proti jednotkám sudetoněmeckého Freikorpsu si vedly úspěšně. Po vyhlášení všeobecné mobilizace se některé jednotky nebo dokonce samostatné vozy vrátily ke svým plukům, ale většina přesto zůstala v pohraničí. Vozy byly vyslány také na Slovensko na pomoc proti vpádu Maďarska, přičemž Maďarům se podařilo jeden vůz ukořistit. Po Mnichovské dohodě ztratila armáda zájem o některé vozy a převedla je k četnictvu. Jeden vůz zkonfiskoval Wehrmacht, protože byl zrovna na opravě v Kopřivnici. Po okupaci zbytku území získali Němci 24 vozů z nichž některé získala do stavu protektorátní Schutzpolizei. Na Slovensku po zabrání Podkarpatské Rusi a následném ústupu zbytku československých sil na jeho území zbylo 18 strojů a použilo je proti maďarským jednotkám. Devět vozů z Podkarpatské Rusi ustoupilo do Rumunska. Slovensko využívalo obrněné vozy při invazi do Polska a invazi do Sovětského svazu. Bojově byly užívány i v době Slovenského národního povstání.

## Dodatečné údaje
- Tovární značka: T-26/30 a T-72
- Brodivost: 0,35 m
- Zásoba munice: 3000 nábojů ráže 7,92 mm
18 ks ručních granátů vz. 21
světlice pro osvětlovací pistoli vz. 21
- Cena bez výzbroje: 155 235 Kč
- Cena s výzbrojí: 184 040 Kč

## Galerie

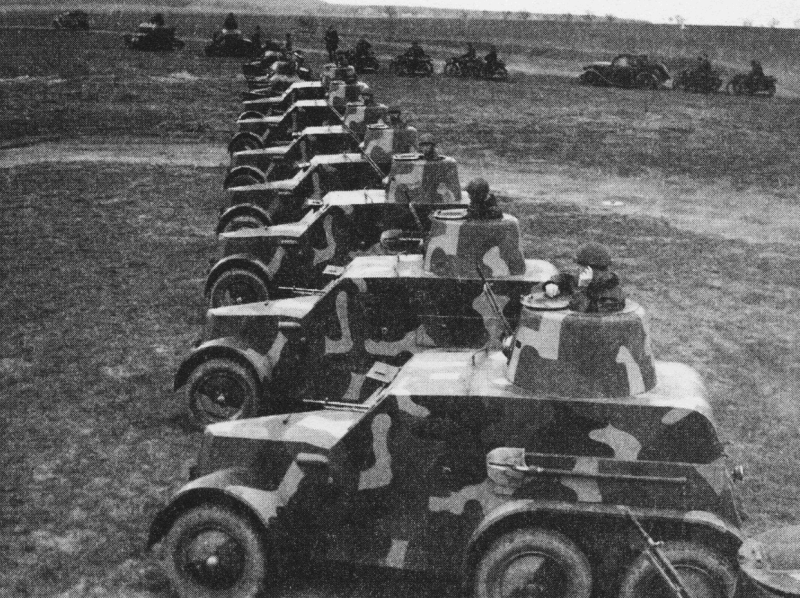
OA vz. 30 čs. armády během cvičení
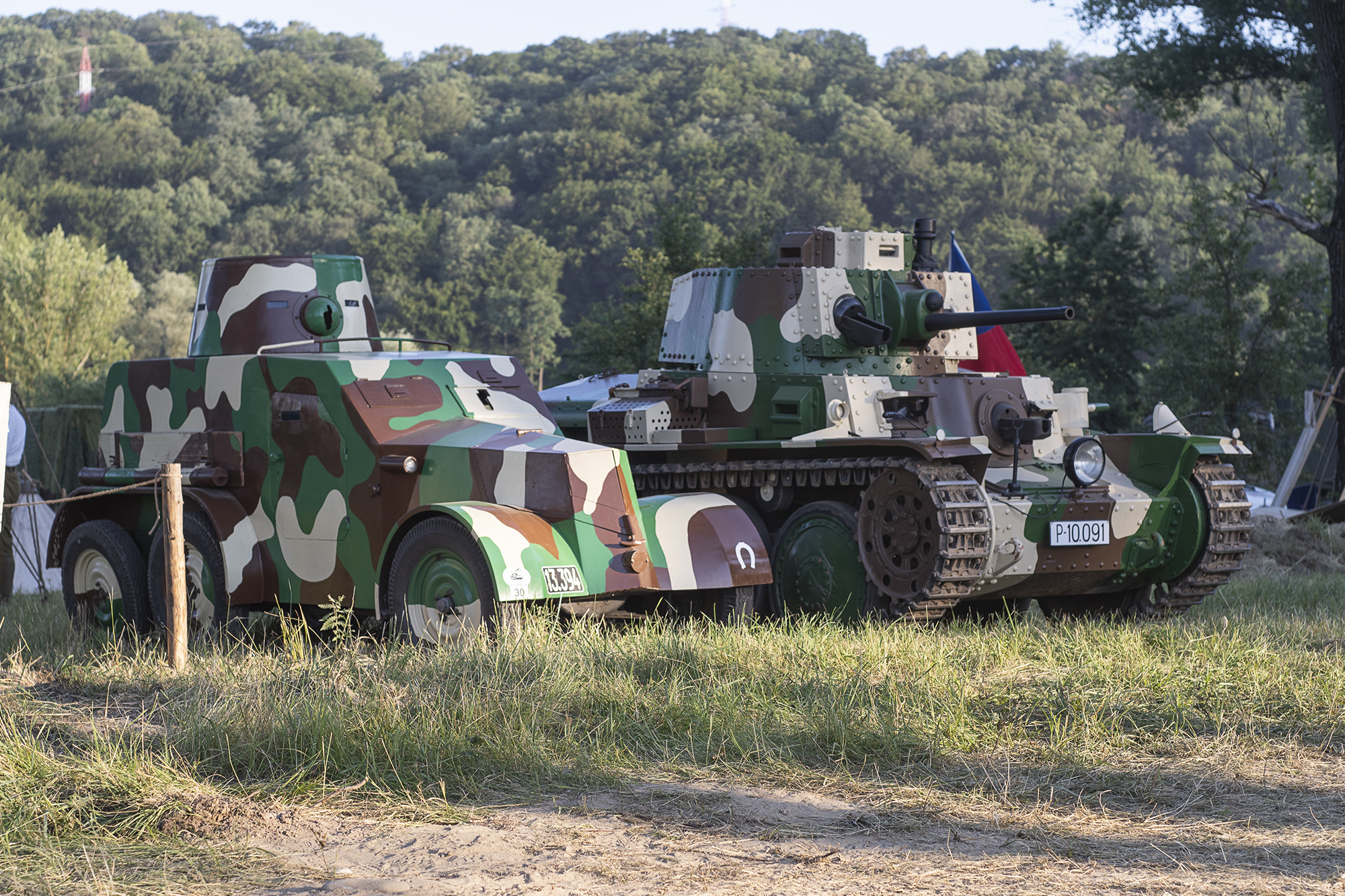
moderní replika OA vz. 30
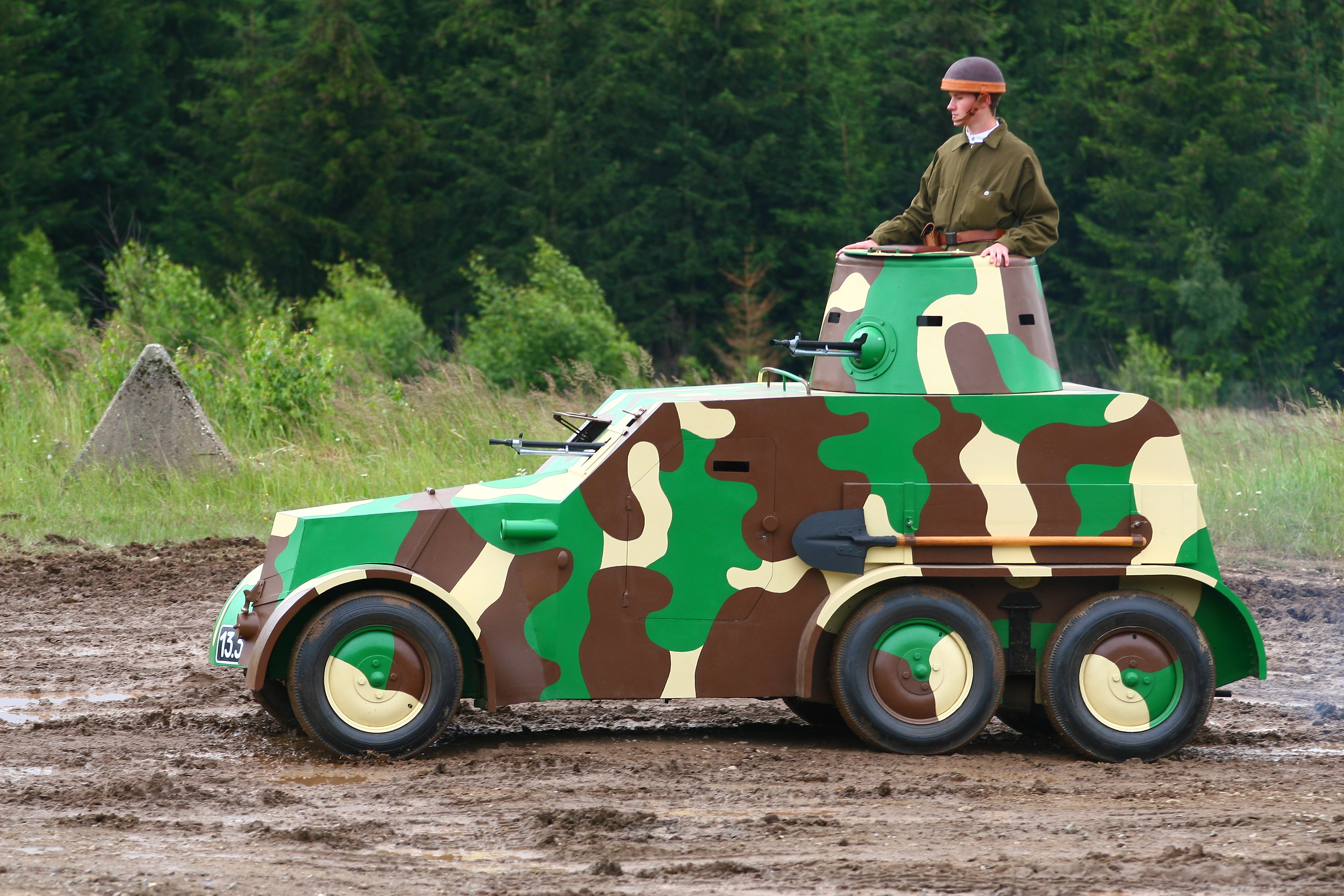
jiná replika OA vz. 30 na akci Bahna 2018